# 沙赫德 274
沙赫德274（波斯語：‎）是一款由伊朗研製的輕型通用直升機，據傳是供伊朗革命衛隊使用。

## 發展
沙赫德274於1990年代開始開發並暫定名稱為“X-5”。據報導，沙赫德274於1997年首飛，首飛於1999年9月16日交付。沙赫德274於2000年12月30日在德黑蘭首次公開亮相。共有3架於2002年10月到2002年11月，在伊朗基什航空展上展出。2004原本計劃生產20至30架，但自從2006年的消息後，未有任何後續。

## 外部連結
（页面存档备份，存于）

 Profile at GlobalSecurity.org （页面存档备份，存于）